# Kandzsi kentei
A kandzsi kentei (teljes nevén 日本漢字能力検定試験, azaz nihon kandzsi nórjoku kentei siken, röviden kanken) egy 12-szintű vizsgarendszer, amely a japán kandzsi írásrendszer ismeretét méri. Az évente három alkalommal (télen, nyáron és ősszel) megtartott vizsgát japán anyanyelvűek számára fejlesztették ki, de ez nem szükséges feltétel: elegendő tanulással bárki leteheti. Japánban közel 200 helyen, emellett pedig több más távol-keleti és néhány egyéb országban is lehetőség van vizsgázni. A feladatlapokat kézírással kell kitölteni, erre szinttől függően 40–60 perc áll rendelkezésre: a három legkönnyebb szintre 40, a többire 60. A vizsga után azonnal kézbe adják a megoldókulcsot, de a hivatalos eredmények kihirdetésére legfeljebb 40 napot várni kell.
A 12 fokozat közül legkönnyebb a 10-es szint, a legnehezebb az 1-es, valamint létezik egy elő-2-es és egy elő-1-es szint is. A legnehezebb, az 1-es szinttel évente mindössze néhány ezren próbálkoznak, de nekik is körülbelül 90%-uk elbukik. Még a jóval kevésbé nehéz 7-es szintet is csak 80–90% tudja teljesíteni, igaz, az ilyen „könnyű” szintekkel leginkább gyerekek és diákok próbálkoznak.

## A vizsga követelményei
A vizsgákon szintenként a következőket kell tudni:

### 10-es szint
- 80 kandzsi (az iskola 1. osztályában tanított írásjegyek)

### 9-es szint
- 240 kandzsi (az iskola 1. és 2. osztályában tanított írásjegyek)

### 8-as szint
- 440 kandzsi (az iskola 1., 2. és 3. osztályában tanított írásjegyek)
- Onjomi, kunjomi olvasatok
- Gyökök nevei
- Vonássorrend
- Ellentétes jelentéspárok kiválasztása
- Különbségtétel a hasonló jelentésűek között

### 7-es szint
- 642 kandzsi (az iskola 1–4. osztályában tanított írásjegyek)
- Onjomi, kunjomi olvasatok
- Gyökök nevei
- Vonássorrend
- Ellentétes jelentéspárok kiválasztása
- Különbségtétel a hasonló jelentésűek között
- Köznyelvi kifejezések
- Legfeljebb 2 kandzsiból álló összetett szavak

### 6-os szint
- 835 kandzsi (az iskola 1–5. osztályában tanított írásjegyek)
- Onjomi, kunjomi olvasatok
- Gyökök nevei
- Vonássorrend
- Ellentétes jelentéspárok kiválasztása
- Különbségtétel a hasonló jelentésűek között
- Köznyelvi kifejezések
- Legfeljebb 3 kandzsiból álló összetett szavak

### 5-ös szint
- 1026 kandzsi (az iskola 1–6. osztályában tanított írásjegyek, azaz az összes kjóiku kandzsi)
- Onjomi, kunjomi olvasatok
- 33 speciális olvasatú szó
- Gyökök nevei
- Vonássorrend
- Ellentétes jelentéspárok kiválasztása
- Különbségtétel a hasonló jelentésűek között
- Köznyelvi kifejezések
- Legfeljebb 4 kandzsiból álló összetett szavak

### 4-es szint
- 1339 kandzsi
- Onjomi, kunjomi olvasatok
- Speciális olvasatú szavak
- Gyökök nevei
- Vonássorrend
- Ellentétes jelentéspárok kiválasztása
- Különbségtétel a hasonló jelentésűek között
- Köznyelvi kifejezések
- Legfeljebb 4 kandzsiból álló összetett szavak

### 3-as szint
- 1623 kandzsi
- Onjomi, kunjomi olvasatok
- 86 speciális olvasatú szó
- Atedzsi szavak
- Gyökök nevei
- Vonássorrend
- Ellentétes jelentéspárok kiválasztása
- Különbségtétel a hasonló jelentésűek között
- Köznyelvi kifejezések
- Több kandzsiból álló összetett szavak

### Elő-2-es szint
- 1951 kandzsi
- Onjomi, kunjomi olvasatok
- Speciális olvasatú szavak
- Atedzsi szavak
- Gyökök nevei
- Vonássorrend
- Ellentétes jelentéspárok kiválasztása
- Különbségtétel a hasonló jelentésűek között
- Köznyelvi kifejezések
- Több kandzsiból álló összetett szavak

### 2-es szint
- 2136 kandzsi
- Onjomi, kunjomi olvasatok
- 116 speciális olvasatú szó
- Atedzsi szavak
- Gyökök nevei
- Vonássorrend
- Ellentétes jelentéspárok kiválasztása
- Különbségtétel a hasonló jelentésűek között
- Köznyelvi kifejezések
- Több kandzsiból álló összetett szavak

### Elő-1-es szint
- 3027 kandzsi
- Onjomi, kunjomi olvasatok
- Speciális olvasatok
- Atedzsi szavak
- Gyökök nevei
- Vonássorrend
- Ellentétes jelentéspárok kiválasztása
- Különbségtétel a hasonló jelentésűek között
- Köznyelvi kifejezések
- Több kandzsiból álló összetett szavak
- Kizárólag a japán nyelvben használt kandzsik felismerése
- Klasszikus japán közmondások

### 1-es szint
- 6355 kandzsi
- Onjomi, kunjomi olvasatok
- Speciális olvasatok
- Atedzsi szavak
- Gyökök nevei
- Vonássorrend
- Ellentétes jelentéspárok kiválasztása
- Különbségtétel a hasonló jelentésűek között
- Köznyelvi kifejezések
- Több kandzsiból álló összetett szavak
- Kizárólag a japán nyelvben használt kandzsik felismerése
- Klasszikus japán közmondások
- Földrajzi nevek
- Régi és modern karakterformák közti összefüggés felismerése